# Солмон
Солмон (фр. Ceaulmont) насеље је и општина у централној Француској у региону Центар (регион), у департману Ендр која припада префектури la Châtre.
По подацима из 2011. године у општини је живело 726 становника, а густина насељености је износила 41,77 становника/km². Општина се простире на површини од 17,38 km². Налази се на средњој надморској висини од 197 метара (максималној 266 m, а минималној 104 m).

## Демографија
| 1962. | 1968. | 1975. | 1982. | 1990. | 1999. | 2011. |
| ----- | ----- | ----- | ----- | ----- | ----- | ----- |
| 572   | 603   | 579   | 628   | 621   | 651   | 726   |

График промене броја становника у току последњих година